# Gheorghe Alboiu
Gheorghe Alboiu (n. 27 septembrie 1934, Slobozia, România – d. 1993, Râmnicu Vâlcea, Vâlcea, România) a fost un inginer în industria lemnului și politician comunist român, membru supleant al Comitetului Central al Partidului Comunist Român în perioada 28 noiembrie 1974–23 noiembrie 1979.

## Biografie

### Studii
După ce a făcut Școala Medie Tehnică din Pitești între anii 1948 și 1952, a urmat Facultatea de Industria Lemnului la Institutul Politehnic Brașov  și curs fără frecvență la Universitatea Serală de Marxism-Leninism.

### Activitate
A fost membru de partid din 1956, secretar al Comitetului orășenesc de partid și membru supleant al biroului Comitetului orășenesc de partid Râmnicu Vâlcea între anii 1964 și 1966.
A fost, printre altele, șef al Sectorului de coordonare și asistență tehnică din cadrul Comisiei economice la Comitetul
județean de partid Vâlcea (din 1968); din 1969, director general al Combinatului de Exploatarea și Industrializarea Lemnului Râmnicu Vâlcea; membru al biroului Comitetului județean de partid Vâlcea (din ian. 1973); director al Întreprinderii Forestiere de Exploatare și Transport Râmnicu Vâlcea, din martie 1973; prim-vicepreședinte al Comitetului executiv al Consiliului popular al județului Vâlcea, din iulie 1973 până în 1977); adjunct al șefului Comisiei economice, de pregătire profesională și autoconducere muncitorească la Consiliul Central al U.G.S.R. până la 11 aprilie 1983 și, din 11 aprilie 1983, prim-secretar al Comitetului municipal de partid Râmnicu Vâlcea.
Gheorghe Alboiu a fost primar al municipiului Râmnicu Vâlcea.

## Vezi și
- Lista membrilor Comitetului Central al Partidului Comunist Român